# Vegas Tiloposo
Las vegas Tilopozo son un cuerpo de agua superficial ubicado en el salar de Atacama, en la comuna de San Pedro de Atacama, Provincia de El Loa, norte de Chile.

## Ubicación y descripción
Están ubicadas en el extremo sur del salar, al oeste de Tilomonte y Peine.
El mapa permite apreciar de norte a sur la ubicación de las lagunas Baltinache, de Cejas, Tebinquiche (Tebinquinche), Chaxa, Barros Negros, Quelana, Salada, La Punta y Brava.

## Historia
Luis Risopatrón lo describe en su Diccionario Jeográfico de Chile de 1924:: 881 
Tilopozo (Vegas de). 23° 51' 68° 16' Tienen mas de medio kilómetro de diámetro, ofrecen junquillo i chépica i están alimentadas por el agua, mui poco salobre, que brota de varias partes, especialmente de un pozo de 3 a 4 m de diámetro i 2 m de profundidad, con 25° C mas o menos de temperatura, que algunas personas enfermas, utilizan como baño; ofrecen grandes corrales i se encuentran a unos 2 .370 m de altitud, a 1 kilómetro al S de la márjen S del salar de Atacama. que las rodea, como a una isla. 1. x, carta de Bertrand (1884); 2. 7, p. 70; 63. p. 116; 98, II, p. 315; i iii. p. 155 i carta de San Román (1892); 99, p. 27, 28, 111 i 112; 132; 149, i, p. 206; 150, p. 49 i 50; 156; i 161, i. p. 131; i paraje en 155, p. 817.